# Wake Up, O Sleeper
Wake Up, O Sleeper è un album in studio del gruppo musicale Cool Hand Luke, pubblicato nel 2003 su etichetta discografica Floodgate Records.

## Tracce
1. Heroes Will Be Heroes
2. One Time
3. This Is Love
4. Nobody Hugs a Rose
5. So Shall It Be
6. Dreams for Sale
7. Two Pianos
8. Like a Bell Tolling from Another World
9. For You
10. O Shachah